# Vysílač Konstantynow
Vysílač Konstantynow s výškou 646,38 metru byl až do svého zhroucení v roce 1991 nejvyšší stavbou na světě.
Vysílač ve vsi Konstantynów (gmina Gąbin, okres Płock v Mazovském vojvodství) s výstupním vysílacím výkonem 2000 kW byl určen pro dlouhovlnné vysílání prvního programu polského rozhlasu (PR1). Vysílač pracoval na frekvenci 227 kHz do 1. února 1988, poté na 225 kHz. Vysílání bylo zachyceno v Kazachstánu, Iráku, Íránu, téměř celé Evropě i Severní Americe.
Oficiální název vysílače byl Radiofoniczny Ośrodek Nadawczy w Konstantynowie, Radiowe Centrum Nadawcze w Konstantynowie nebo Warszawska Radiostacja Centralna (WRC) w Gąbinie.

## Historie
V roce 1949 došlo k rekonstrukci vysílače Raszyn v Łazach na vysílací výkon 200 kW, později zvýšen na 500 kW. I tento výkon byl však pro šíření kvalitního signálu rozhlasu po celém Polsku nedostačující, a proto bylo 5. července 1969 přikročeno k vybudování nového vysílače blíže ke geometrickému středu Polska. Autorem projektu vysílače byl inženýr Jan Polak.
V letech 1970–1973 probíhaly stavební práce na budovách, v letech 1971–1973 stavba linky vysokého napětí a od října 1972 do května 1974 práce na montáži stožáru. Od října 1973 do července 1974 pak trvala instalace rádiových zařízení.
Výstavba stožáru byla dokončena 18. května 1974 a oficiální zahájení pak proběhlo dne 30. července 1974. Od 22. července toho roku převzal vysílání polského rozhlasu z Raszyna.

## Zhroucení stožáru vysílače

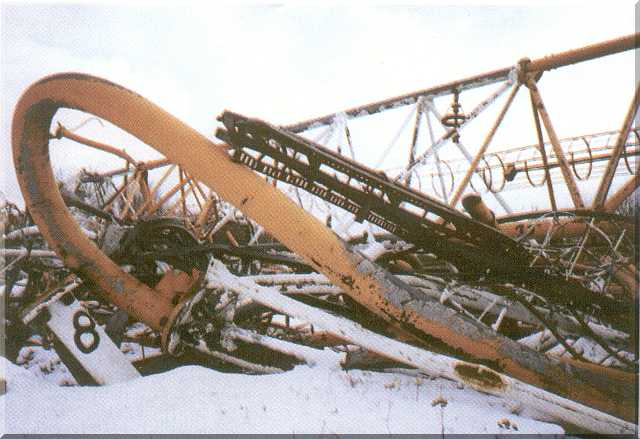
Stav vysílače po pádu

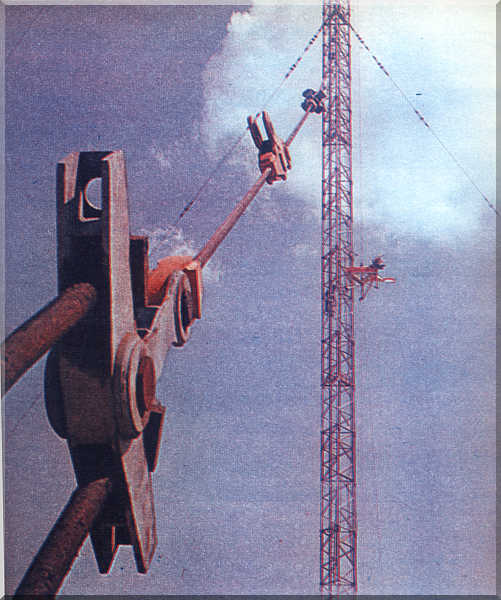
Pohled na stožár od jednoho z lan

V roce 1984 během jedné z technických kontrol stožáru bylo odhaleno jeho poškození. Důvodem byly oscilace konstrukce způsobené větrem. Technické problémy během výměny vedly k úvahám na vybudování nové, pevnější konstrukce, leč ze záměru sešlo z ekonomických důvodů. V roce 1988 došlo k obnovení nátěru.
8. srpna 1991 v 19.10 hodin, během výměny kotevních lan, která byla ve špatném technickém stavu, se stožár zhroutil. Uvolňovalo se jedno z lan v páté poslední sekci a zakládala a napínala se 2 lana pomocná. První z pomocných lan se vyvléklo z upnutí a druhé se vytrhlo z kotvení, neboť nevydrželo sílu zbylých hlavních lan.
Horní část stožáru se zlomila a udeřila do jeho základny, dolní se potom zlomila v opačném směru. Kolaps vedl ke zničení malého jeřábu, ani jedna z budov vysílačů nebo rozvodny však nebyly poškozeny. Při incidentu nikdo nezemřel ani nebyl zraněn.
Vyšetřovací komise dospěla k závěru, že za destrukci stožáru je odpovědná firma Mostostal Zabrze, která stavbu zhotovila a udržovala. Vedoucí opravy vysílače z Mostostalu byl obviněn ze způsobené katastrofy a odsouzen ke dvěma a půl letům vězení. Trest mu byl nakonec snížen na dva roky. K nepřímým příčinám katastrofy patří zanedbání technického stavu po 17 letech provozu, špatný stav kotevních lan zjištěný již v roce 1987 a odchýlení vrcholu stožáru od svislé polohy o několik metrů.

## Obnova vysílače
Z důvodu velkého množství posluchačů v zahraničí rozhodla polská vláda v dubnu 1992 o znovuobnovení stožáru, projekt byl zahájen v září 1995. Ačkoliv některé práce byly již dokončeny (jako renovace starých základů stožáru), muselo být díky značným protestům místních obyvatel od této varianty upuštěno. Důvodem jejich obav byl vliv elektromagnetického záření na jejich zdravotní stav.
Nové místo pro vysílač bylo nakonec zvoleno v bývalém vojenském prostoru Solec Kujawski. Zde byly v letech 1998–1999 postaveny 330 m a 289 m vysoké stožáry (oba uzemněné), přívod ke stožárům je realizován přes speciální kotevní lana. Nová vysílací stanice byla uvedena do provozu 4. září 1999 na frekvenci 225 kHz.

## Aktuální stav
Kromě stožáru a napájecího vedení všechny zbylé části areálu stále existují. Jsou ale nevyužité a pomalu se rozpadají.
Ocelový stožár byl dán do šrotu, byl demontován zkorodovaný systém chlazení vysílače, stav vysílacího zařízení Brown Boveri & Cie je nejasný. Objekt je zabezpečen proti vniknutí nepovolaných osob.

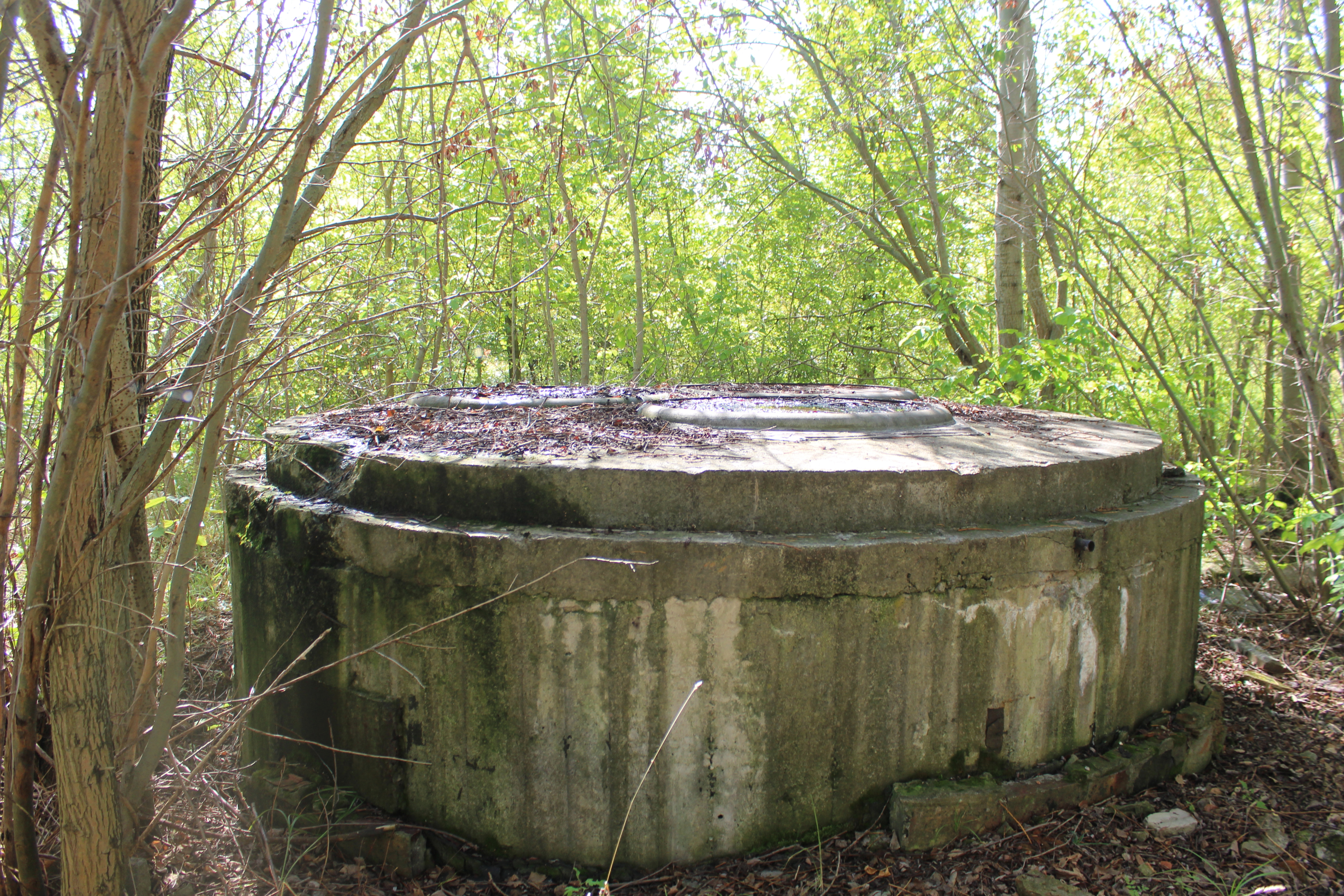
Základy původního stožáru
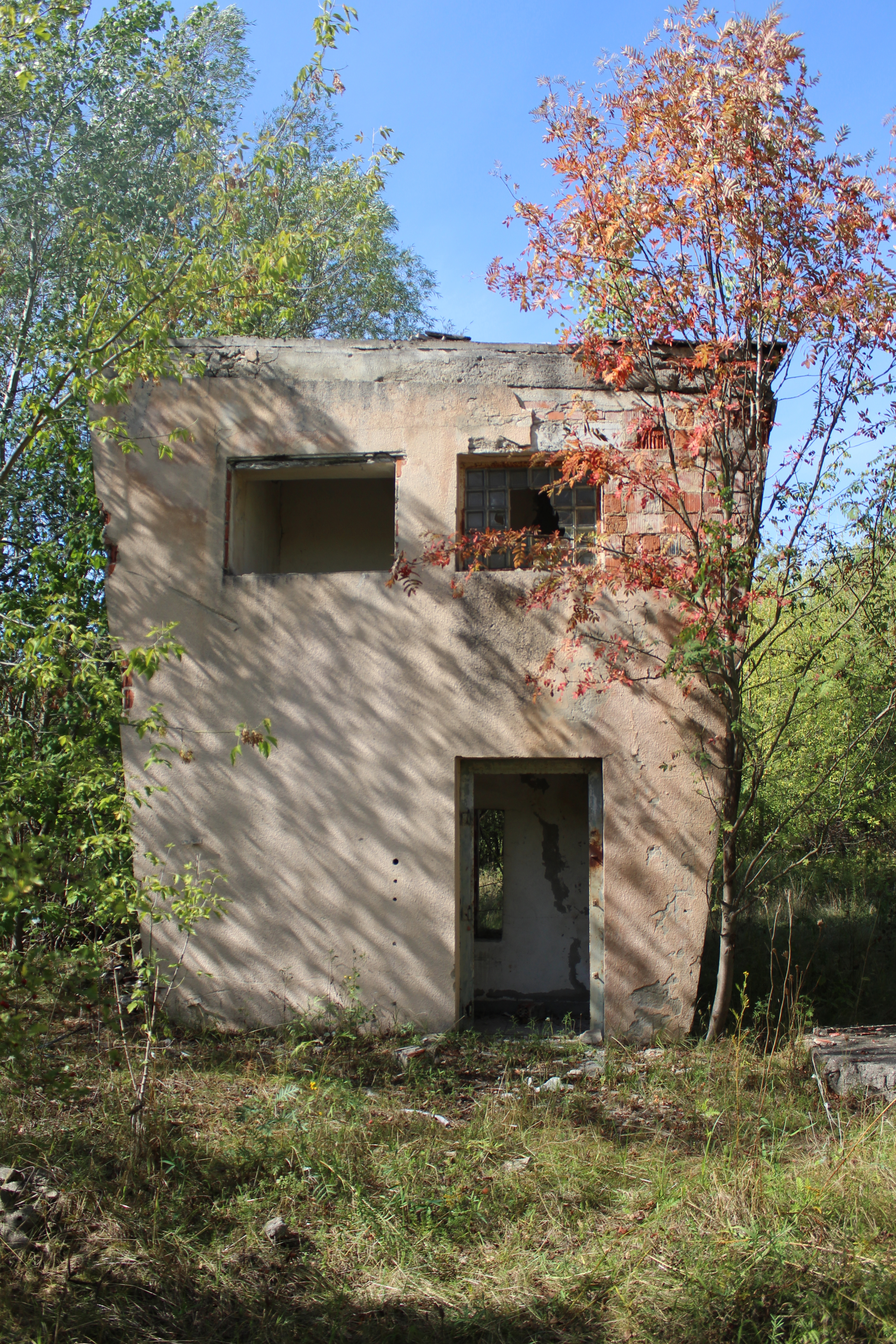
Jedna z budov
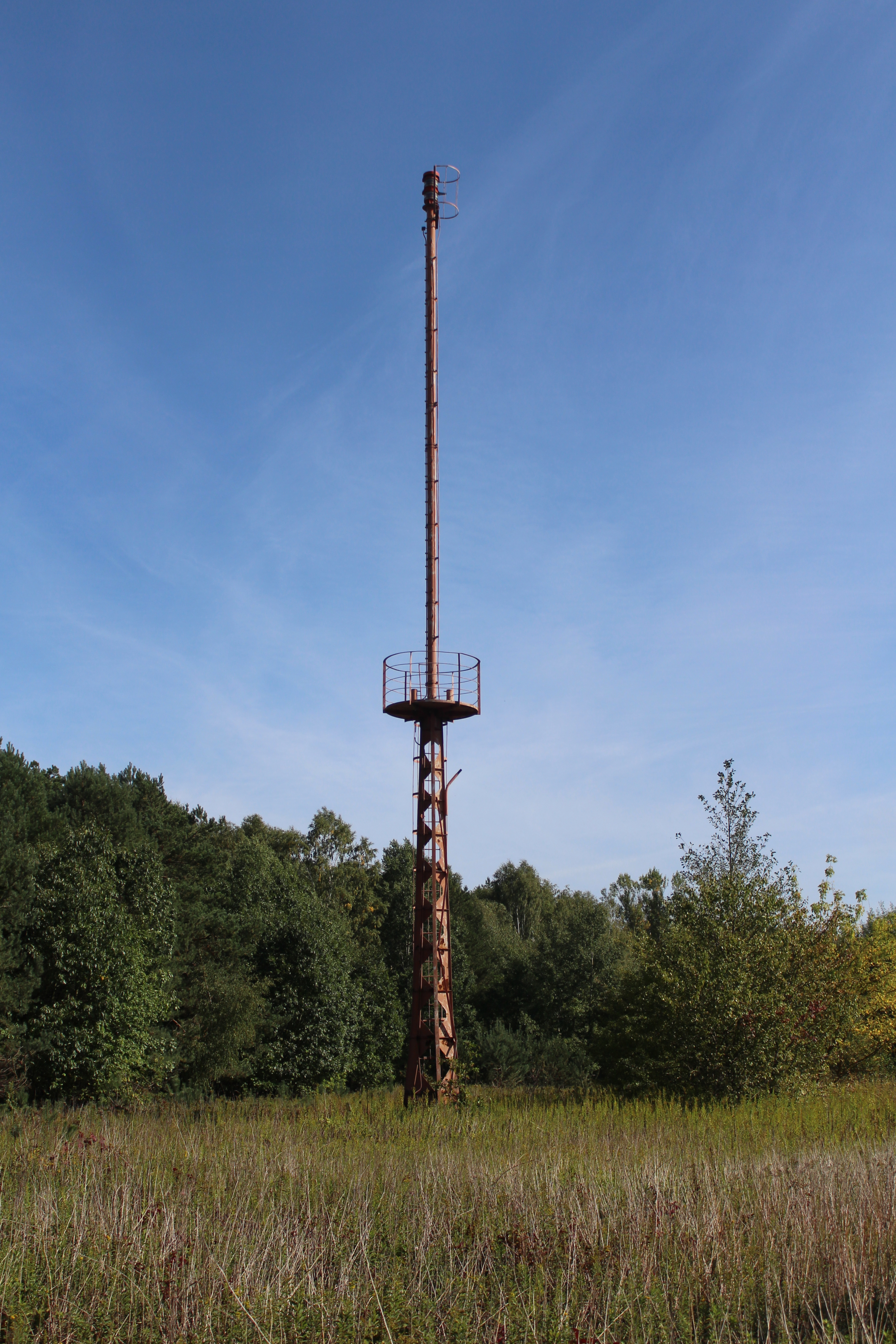
Věž sloužící k označení severního konce pole rozpětí lan
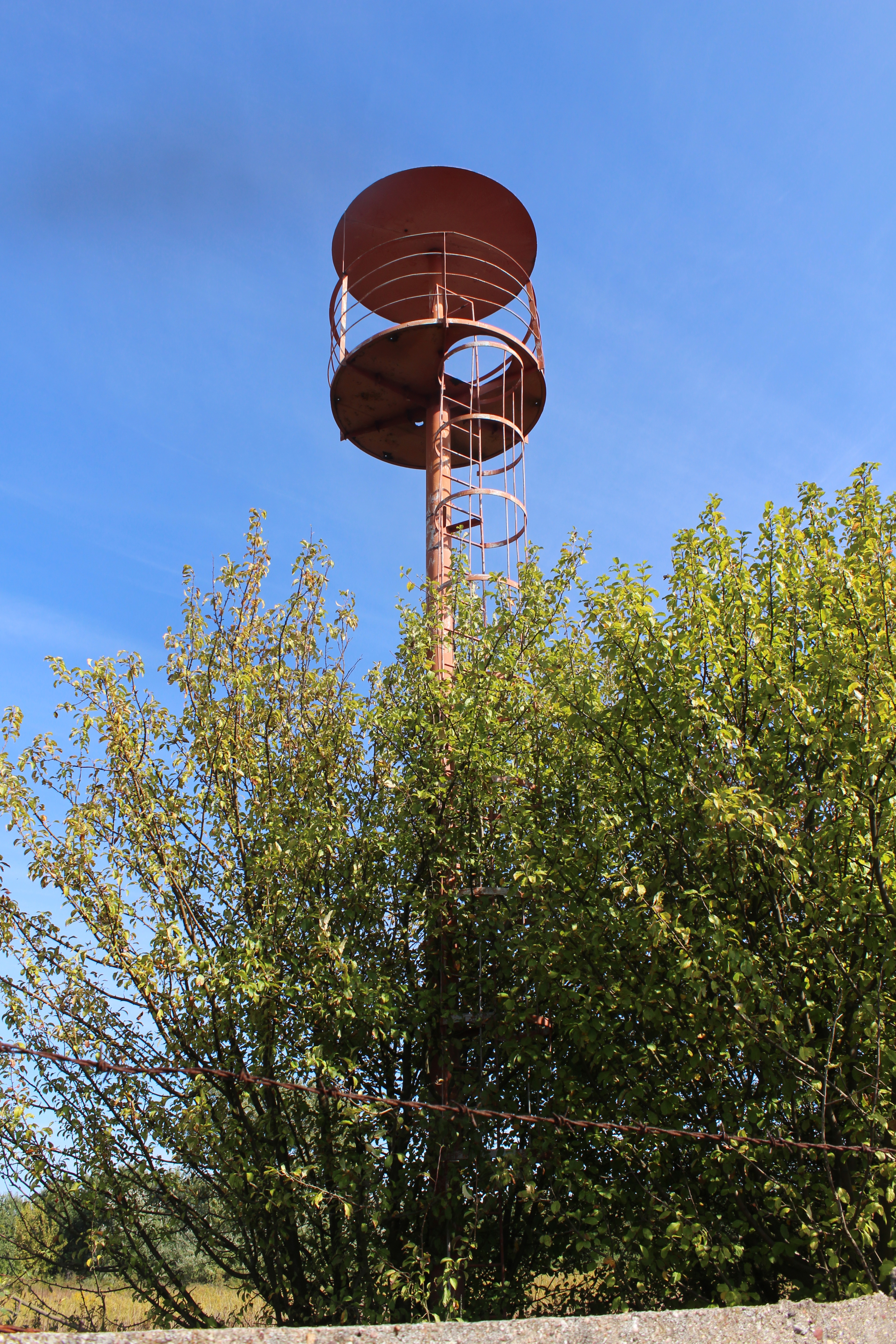
Strážní věž na jižní straně
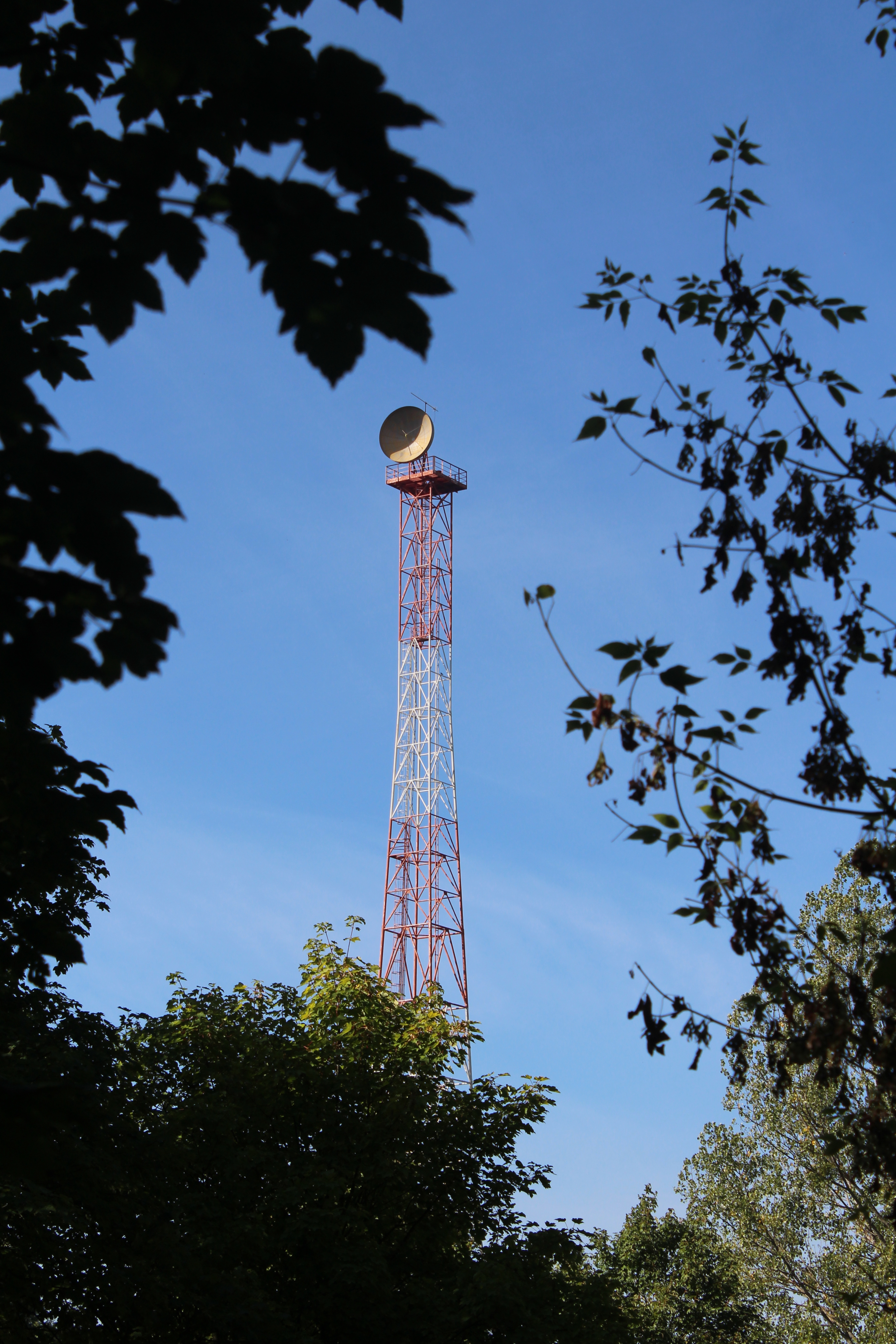
Rádiová věž
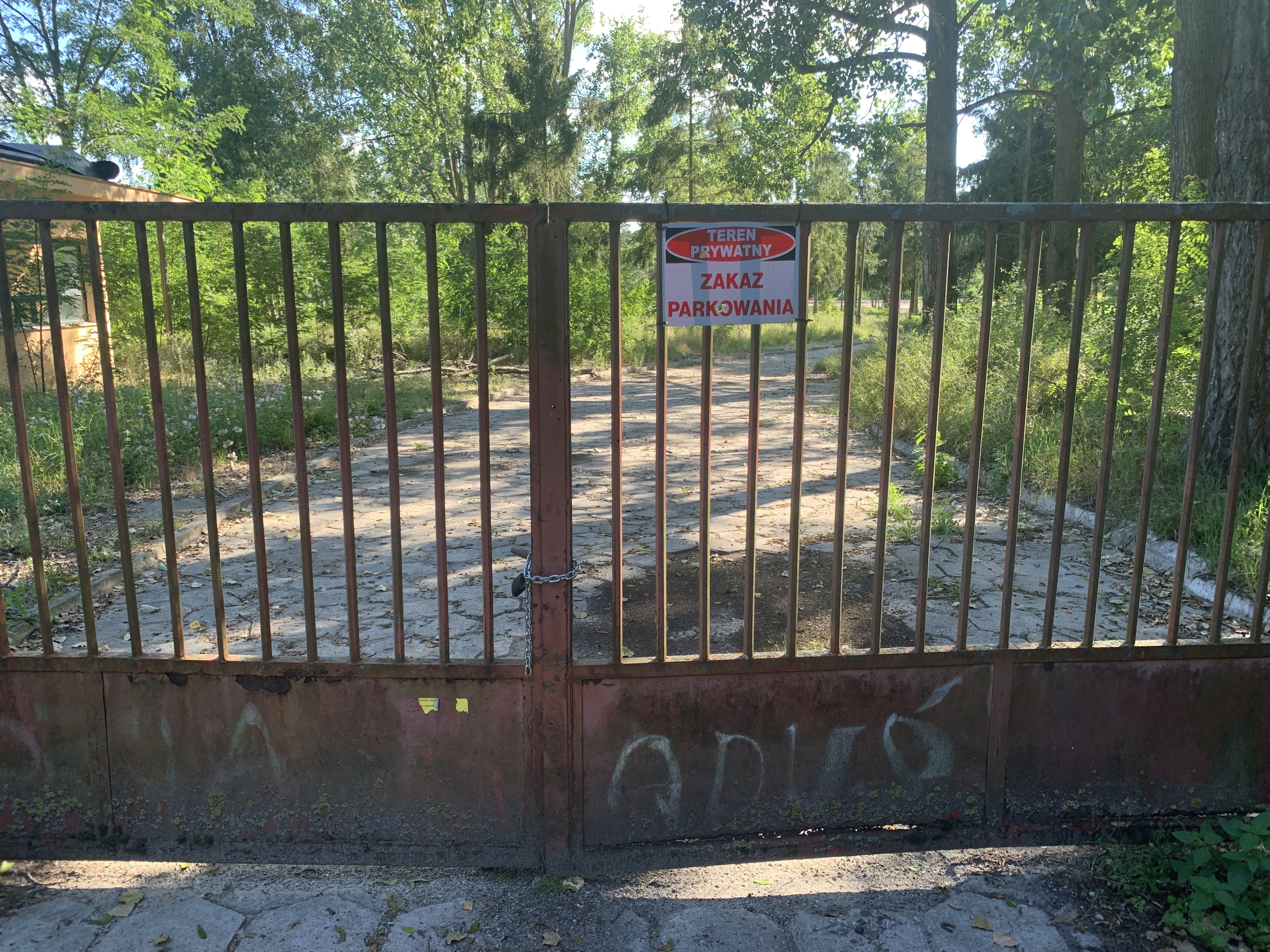
Brána
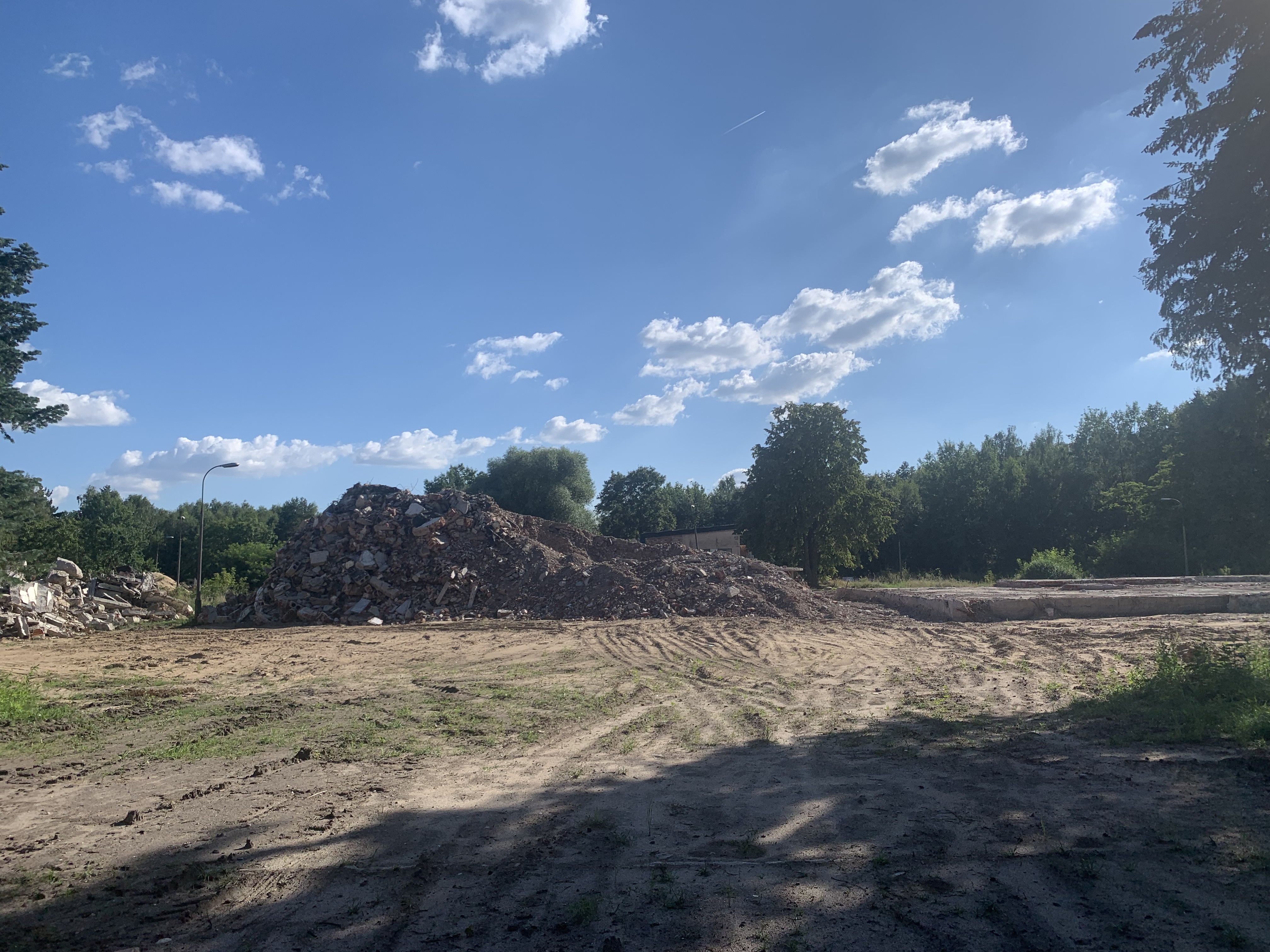
Zbytky

## Technické údaje

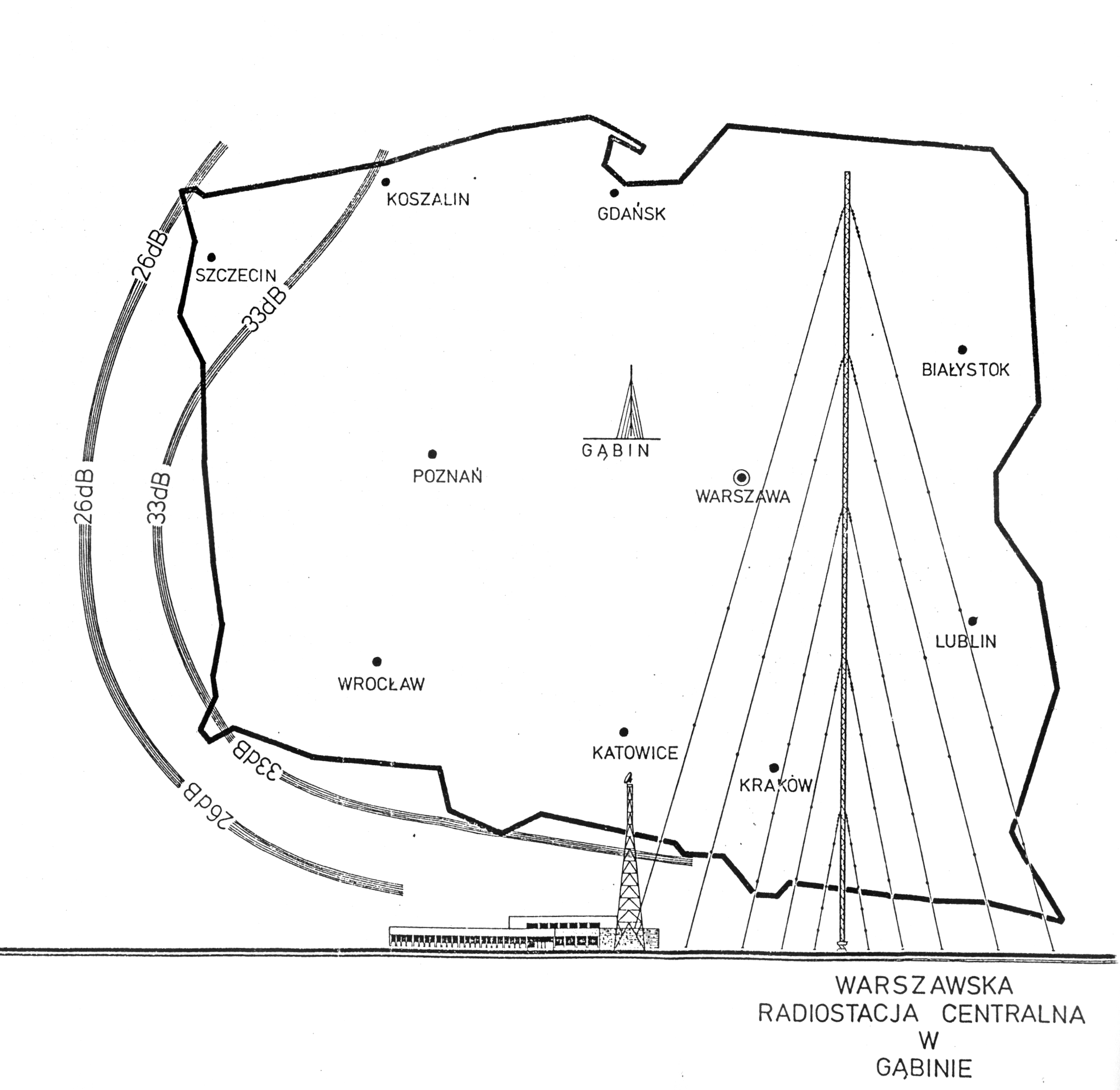
Umístění vysílače

### Číselné údaje
- výška 646,38 m
- výkon 2 × 1000 kW (při započtení zisku antény mohl být EIRP až 3000 kW)
- spotřeba až 6 MW
- vysílací frekvence 227 kHz (1972–1988), 225 kHz (1988–1991)
- celková hmotnost izolátorů a soustavy lan byla cca 80 tun, hmotnost stožáru 420 tun, tlak hřídele na základnu stožáru činil asi 1100 tun

### Konstrukce stožáru
- Ocelová trubková konstrukce, jejíž průřez byl ve tvaru rovnostranného trojúhelníku o délce strany 4,8 m
- Tvořena 86 sekcemi délky 7,5 metru.
- Trubky tvořící okraj konstrukce měly průměr 0,245 metru s tloušťkou stěny mezi 8 a 34 milimetry v závislosti na jejich výšce v konstrukci.
- Všechny prvky byly pozinkovány a opatřeny červeno-bílým nátěrem.
- Tři sloupy konstrukce byly odděleny od země dvoumetrovými izolátory, neboť v době provozu vysílače se mezi anténou a zemí nacházel potenciál o velikosti 120 kV.
- Ve spodní části stožáru se nacházela vertikální ocelová trubka, jež byla se stožárem spojena prostřednictvím dlouhých izolátorů. Tato trubka, sloužící pro svod elektrostatického náboje, byla ve spodní části uzemněná a se stožárem elektricky spojena v polovině jeho výšky. Zároveň tudy procházely napájecí kabely pro obrysová světla. Statický náboj může dosahovat značných hodnot, a to i za hezkého počasí – příčinou je právě elektrická izolace stožáru od země.
- Vysílací stožár byl ukotven v pěti úrovních pomocí segmentů ocelových lan (v každé úrovni tři lana) o průměru 50 mm. Jednotlivé segmenty byly odděleny izolátory. Každé kotevní lano bylo zakotveno v samostatné kotevní patce.
- Uvnitř stožáru byl postaven výtah dodaný švédskou firmou Alimak. Pohon byl realizován spalovacím motorem umístěným pod kabinou s maximální rychlostí 0,35 m/s (od základny k vrcholu stožáru za 30 minut), stožár byl rovněž vybaven nouzovým žebříkem, kdy vrchol vysílače byl za příznivých klimatických podmínek dosažen za 2 hodiny.

### Vysílače
- Dva paralelně zapojené vysílače o výkonu 1000 kW (v té době nejvýkonnější na světě).
- Výrobcem byla firma Brown Boveri & Cie (BBC).
- Vysílače byly v době vzniku značně zautomatizovány.
- Pro napájení koncových stupňů se využívaly tyristorové usměrňovače s vysokou odolností vůči přetížení.
- Chlazení koncových stupňů bylo vodní, vzniklé teplo využíváno pro vytápění budov.
- Vysílací frekvence 227 kHz odpovídá vlnové délce přibližně 1322 metrů. Izolovaný stožár délky 646 metrů pak odpovídal půlvlnnému dipólu (výška stožáru se rovná právě polovině vlnové délky) – byla to jediná stavba tohoto druhu na světě.
- Frekvence vysílače byla odvozena od atomových hodin, s cílem poskytnout velmi přesný a stabilní zdroj kmitočtu, který by tak mohl být použit kdekoli v dosahu signálu vysílače.

### Areál vysílače
Areál se rozkládal na ploše o rozloze 65 ha a skládal se z:
- vysílací budovy (12000 m³) a pomocných budov (5000 m³);
- odizolovaného anténního stožáru o výšce 646 metrů a 600 m dlouhého speciálního koaxiálního přívodního vedení ke stožáru z budovy vysílače;
- menšího stožáru (76 m) pro přímý příjem programu z vysílacího studia;
- menších věží u patek kotevních lan sloužících pro světelnou signalizaci letovému provozu;
- rozvodny VN (110/6,3 kV) – zdvojená pro případ zálohy (strategický význam vysílače);
- vrátnice.

## Zajímavosti
- Před svým zřícením dne 8. srpna 1991 byl nejvyšší stavbou na světě, poté tento post převzal vysílač KVLY-TV v Severní Dakotě v USA. I ten byl však překonán stavbou Burdž Chalífa ve Spojených arabských emirátech v roce 2008.
- Stožár převyšoval ostatní stavby v Polsku o více než 286 metrů.
- Při zahájení provozu polská pošta vydala příležitostné razítko a známku.[1]
- I nejvyšší stavba Evropy – televizní věž Ostankino – je nižší o více než 100 metrů.
- Jediný vysílač v dlouhovlnném provozu realizovaný půlvlnným zářičem.